# イグノーベル賞

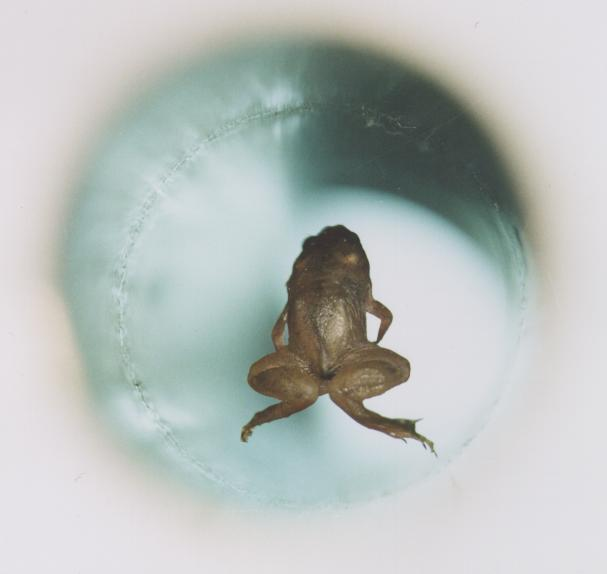
生きたカエルを磁気浮上させる実験画像。アンドレ・ガイムとマイケル・ベリー卿はこの実験で2000年イグノーベル物理学賞を受賞した。

イグノーベル賞（イグノーベルしょう、英: Ig Nobel Prize）とは「人々を笑わせ考えさせた研究」に与えられる賞。ノーベル賞のパロディーとしてマーク・エイブラハムズが1991年に創設した。

## 名称
「イグノーベル (Ig Nobel 英語発音: [ˌɪɡnoʊˈbɛl])」とは、ノーベル賞の創設者ノーベル (Nobel 英語発音: [noʊˈbɛl]) に、否定を表す接頭辞的にIgを加え、英語の形容詞 ignoble 英語発音: [ɪɡˈnoʊbəl]「恥ずべき、不名誉な、不誠実な」にかけた造語である。公式のパンフレットではノーベルの親戚と疑わない Ignatius Nobel（イグネイシアス・ノーベル）という人物の遺産で運営されているという説明も書かれている。

## 概要

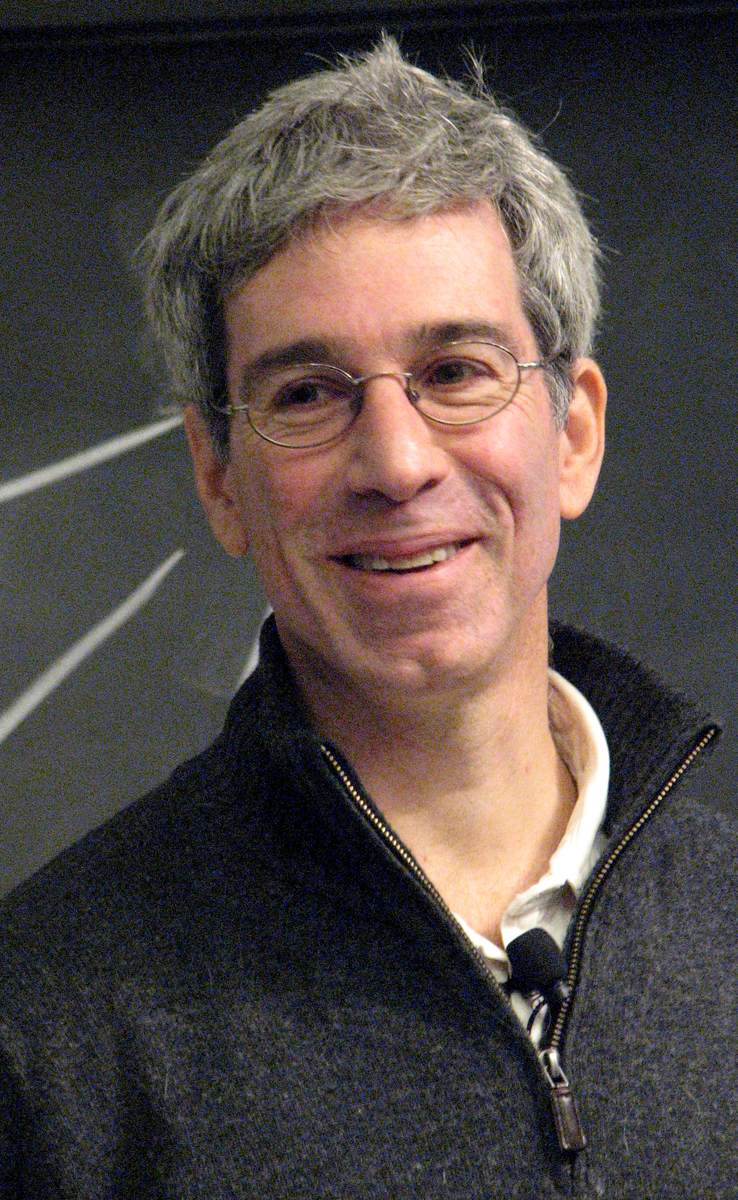
マーク・エイブラハムズ

1991年、ユーモア系科学雑誌のマーク・エイブラハムズ編集長が廃刊の憂き目に遭いながらサイエンス・ユーモア雑誌『風変わりな研究の年報』（Annals of Improbable Research）を発刊する際に創設した賞であり、面白いが埋もれた研究業績を広め、並外れたものや想像力を称賛し、科学、機械、テクノロジーへの関心を刺激するために始めた。 その雑誌と編集長がイグノーベル賞を企画運営している。共同スポンサーは、ハーバード・コンピューター協会、ハーバード・ラドクリフSF協会といった世界のSF研究会が数多く協賛する。
毎年9月もしくは10月に「人々を笑わせ、そして考えさせてくれる研究」や風変わりな研究、社会的事件などを起こした10の個人やグループに対し、時には笑いと賞賛を、時には皮肉を込めて授与される。このようにインパクトのある斬新な方法によって、脚光の当たりにくい分野の地道な研究に、一般の人々の注目を集めさせ、科学の面白さを再認識させてくれるという貢献に繋がっている。カラオケやたまごっち、バウリンガルといった商品の発明に対して賞が贈られる場合もある。
賞が創設されて以来、日本はイグノーベル賞常連国になっている（ただし1991年、1993年、1994年、1998年、2000年、2001年、2006年は受賞していない）。また、継続的に受賞しているのは日本以外にイギリスで、創設者のエイブラハムズによれば、「多くの国が奇人・変人を蔑視するなかで、日本とイギリスは誇りにする風潮がある」という共通点を挙げている。また「日本とイギリスは突出して多くの受賞者を出していますが、それは日本とイギリスでは、本当に風変わりなアイデアを思いついた人を排除することなく大切にして、自分たちの中の1人として受け入れてきた結果です。そうした小さなことの積み重ねがあって、両国はいまや誰もが使っているさまざまな技術の開発に大きな成功を収めてきたのです。」と分析した。

## 部門
毎年テーマがある（といっても、毎年受賞に関係あるようでさほど関係ない）。その中から多くて10部門が賞に選ばれる。同賞には、ノーベル賞と同じカテゴリーの賞もあれば、生物学賞、心理学賞、昆虫学賞など本家ノーベル賞には無い部門も随時追加されている。そのため賞が贈られるジャンルは多種多様といえる。

## 選考
選考対象は5,000を超える業績（自薦も含む）で、書類選考はノーベル賞受賞者を含むハーバード大学やマサチューセッツ工科大学の教授ら複数の選考委員会の審査を経て行われる。受賞の公式基準として「人々を笑わせ、そして考えさせてくれる研究」に合致する項目から条件をクリアした、10程度の個人・団体が選考される。また本家ノーベル賞とは違い、故人も対象となる。
皮肉や風刺が理由で賞が授与される場合もある。例えば「水爆の父」として知られるエドワード・テラーは「我々が知る「平和」の意味を変えることに、生涯にわたって努力した」として、1991年にイグノーベル平和賞を受賞した。1995年には、フランスのジャック・シラク大統領も「ヒロシマの50周年を記念し、太平洋上で核実験を行った」ため、平和賞を受賞した。1999年の科学教育賞は、進化論教育を規制しようとしたカンザス州教育委員会並びコロラド州教育委員会に贈られた。2020年には「新型コロナウイルス感染症（COVID-19）の世界的流行で、政治家が学者や医師よりも生死に影響を及ぼすことを知らしめた」として米国のドナルド・トランプ大統領やブラジルのジャイール・ボルソナーロ大統領ら9か国の首脳に医学教育学賞が贈られた。
授与式に受賞者が現れないことも多いが、エイブラハムズの本ではこれに対し「受賞者は授与式に出席できなかった（出席する気もなかっただろうが）」と批評する。
2000年にカエルを磁力で浮かせる研究でイグノーベル物理学賞を受賞したアンドレ・ガイムは、2010年にグラフェンの研究でノーベル物理学賞を受賞し、初のノーベル・イグノーベル両賞受賞者となった。

## 授賞式

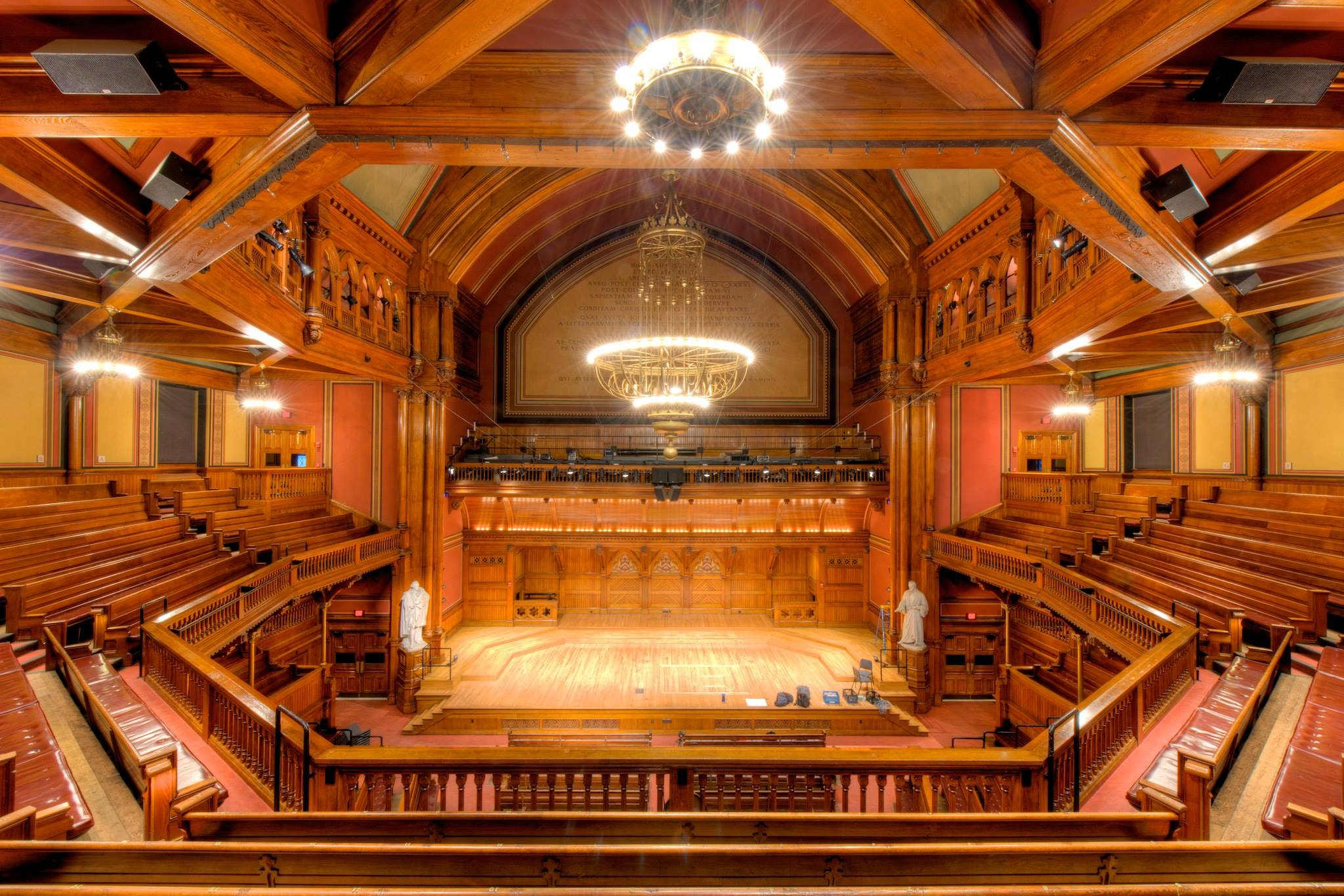
サンダーズ・シアター

授賞式は、2019年までハーバード大学のサンダーズ・シアターで開催され、2020年から2023年までは新型コロナウイルス感染症の流行に伴いオンラインイベントとして開催、2024年はマサチューセッツ工科大学の第10講義棟250号室で開催されている。
授賞式の初めには、観客たちが紙飛行機を舞台に向けて飛ばし続けるのが恒例となっている。その紙飛行機の掃除を行うモップ係はハーバード大学教授のロイ・グラウバーが毎年務めていた（2018年死去。2005年のみノーベル物理学賞の受賞式に出席するため欠席）。
授賞式にはプレゼンターとしてノーベル賞受賞者も多数参加する。ノーベル賞では式の初めにスウェーデン王室に敬意を払うが、イグノーベル賞ではスウェーデン風ミートボール（スウェーデンの郷土料理）に敬意を払う。
受賞者たちは、一本の長いロープにつかまりながら一列になって登壇する。これは引率されている幼稚園児のパロディである。各受賞者は、スピーチ時に聴衆から笑いをとることが要求される。
1999年の授賞式からは、スピーチの時間が60秒を超えると「ミス・スウィーティー・プー」と呼ばれる8歳の少女が登場して受賞者に近づき「Please stop! I'm bored!（もうやめて！退屈なの！）」と連呼してスピーチを制止するようになった。そして、この際に受賞者が少女に賄賂となる贈り物を渡してなだめようとするが失敗に終わるというくだりが定番化している。2015年には、歴代のミス・スウィーティー・プーが集合し全員で「Please stop! I'm bored!」を連呼した。2016年は授賞式の開催が夜遅かったため登場が見送られた。
授賞式の合間には、ミニオペラや「24/7レクチャー」（ノーベル賞受賞者含む科学者が自らの専門を「24秒」以内で紹介し、その研究の内容を誰にでもわかるように「7単語」だけで表現するというもの）などが行われる。
賞状はコピー用紙にプリントされたもので、選考委員のサインがある。また賞金は原則としてゼロだが、2015年以降は10兆ジンバブエ・ドルの紙幣1枚（2015年に通貨としての使用が廃止されたためほぼ無価値）が授与されている。2020年から2023年までのオンラインイベントでは、受賞者への10兆ジンバブエドルやトロフィーがPDFの形式で授与された。
2007年に国立国際医療センター研究所の山本麻由が「牛の排泄物からバニラの香り成分『バニリン』を抽出する研究」で受賞した際は、ケンブリッジ市の有名アイスクリーム店「トスカーニ」が「ヤマモトバニラツイスト」なるバニラアイスを新たに発売し、スピーチ中に会場で観客に振る舞われた。

## 評価
イギリス政府の主任科学アドバイザー、ロバート・メイは1995年、「大衆がまじめな科学研究を笑いものにする恐れがある」と、イグノーベル賞の運営者に対しイギリス人研究者に今後賞を贈らないよう要請した。この主張に対し、イギリスの科学者の多くからは反発・反論が起こった。マーク・エイブラハムズは、「偉大な科学的・技術的ブレイクスルーは、最初に登場した時は笑われた。パンのカビを見つめ続けるような研究を人々は笑ったが、この研究なしでは抗生物質は生まれなかった」と述べ、一見ばかげた研究に賞を贈るという意図を弁護した。メイの要請にもかかわらず、1995年以後も選出されたイギリス人にはイグノーベル賞が贈られ続けている。

## 歴史
「イグノーベル賞」という名称を最初に考案したのは、イスラエルの物理学者アレクサンダー・コーンであるといわれている。コーンは1955年に『The Journal of Irreproducible Results (JIR)』を創刊し、1968年の同誌上で Ignobel Prize という語を複数回使用している。また、コーンは JIR 誌の編集者であったマーク・エイブラハムズに、実際にイグノーベル賞を設立することを勧め、1994年には共同で、イグノーベル賞を主催する Annals of Improbable Research (AIR) 誌を創刊している。
1997年、JIR 誌の編集者ジョージ・シェアは、商標侵害、詐欺、共謀などを理由として、エイブラハムズを裁判で訴え、また420万米ドルの賠償金を求めた。これに対し、ノーベル賞受賞者のリチャード・ロバーツ、ダドリー・ハーシュバック、ウィリアム・リプスコムは、"Strategic AIR Defence Fund" （戦略防空基金＝雑誌名 AIR と、防空 "air defence" をかけた洒落）を設立し、エイブラハムズを支援した。

## 書籍
- わらって、考える！ イグ・ノーベル賞ずかん（ほるぷ出版、2024年12月26日発売、ISBN 9784593100453）[19]。